# Фонвизина, Наталья Дмитриевна
Наталия Дмитриевна Фонвизина (урождённая Апухтина) (1 [13] апреля 1803 (по другим сведениям 7 [19] апреля 1805) — 10 [22] октября 1869) — жена декабриста Михаила Александровича Фонвизина, затем декабриста Ивана Ивановича Пущина.

## Биография
Отец — Дмитрий Акимович Апухтин (1768—1838), помещик из рода Апухтиных, костромской уездный предводитель дворянства. Дед со стороны отца — Аким Иванович Апухтин, симбирский и уфимский наместник (1783-1784), член суда над Пугачёвым. Дед со стороны матери — Павел Иванович Фонвизин, директор Московского университета.
С детства была балованным ребёнком. В альбоме её матери какой-то поэт предсказывал, что «жизненный путь её будет усыпан цветами», а 5 августа 1811 года там же оставил своё стихотворение Василий Андреевич Жуковский:
Тебе вменяют в преступленье, что ты милее всех детей!

Ужасный грех! И вот моё определенье:

Пройдёт 5 лет и 10 дней! Не будешь ты тогда милее всех детей!

Ты будешь страх сердец и взоров восхищенье!
Мать её была женщина сентиментальная и набожная, её религиозная экзальтированность передалась и дочери. Наталья с детства зачитывалась житиями святых, в 14 лет жаждала аскетических подвигов для чего носила жёсткий пояс, вываренный в соли, часами стояла на солнце, чтобы испортить кожу лица. Однажды ночью, переодевшись мальчиком с именем Назарий, бежала в монастырь, но с дороги была возвращена. В 16 лет отказывала всем женихам, а в сентябре 1822 года вышла замуж за своего двоюродного дядю М. А. Фонвизина, хотя и была влюблена в другого, так как этой свадьбой покрывался долг её отца.
Современники отмечали некоторое сходство её судьбы с судьбой героини романа Пушкина «Евгений Онегин» Татьяной Лариной, так что она уверилась, что поэт писал героиню с неё, и позднее она сама себя порой называла Таней.

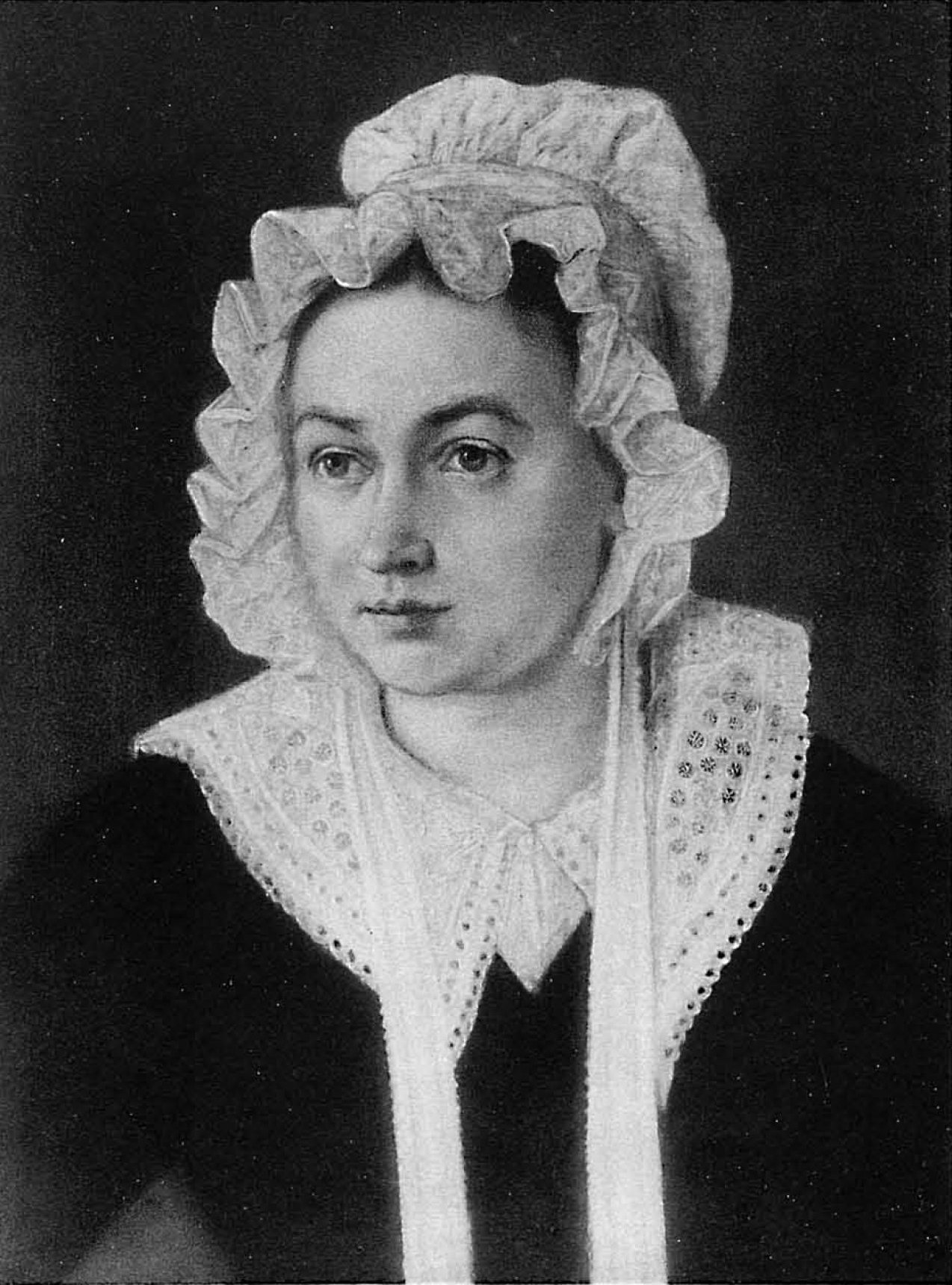

После ареста мужа по делу декабристов приезжает в Санкт-Петербург. Тайно переписывается с мужем. Через некоторое время уезжает в Москву, где 4 февраля 1826 года у неё родился второй сын. В апреле 1826 года Наталия Дмитриевна ещё раз приезжает в Санкт-Петербург. Оставив сыновей на попечение матери, последовала за мужем в Сибирь. Прибыла в Читу в марте 1828 года. В Чите болела. «Бессонницы её сопровождались видениями, она кричала по ночам, на неё находили порывы непреодолимого страха, при нервных припадках ей угрожала немедленная смерть». Многим казалось, что она лишилась рассудка. Вслед за мужем переехала в Петровский завод в 1830 году. В Петровском заводе родила двоих детей, которые умерли в раннем возрасте.
По указу от 8 ноября 1832 года Михаил Александрович Фонвизин был отправлен на поселение в Енисейск. Сначала местом их поселения был назначен Нерчинск. Родственники Фонвизиных выхлопотали им разрешение на Енисейск. Фонвизины прибыли в Енисейск 20 марта 1834 года. Только после  здоровье её несколько поправилось. В Енисейске занималась благотворительностью, переводами, шитьём, первой в городе начала выращивать цветы. Подружилась с друзьями мужа, из которых особенно сошлась с Павлом Сергеевичем Бобрищевым-Пушкиным и Иваном Ивановичем Пущиным.
Много времени проводила в беседах и переписке с духовными лицами. В письмах помимо отвлечённых религиозных вопросов и аскетических мыслей она подробно каялась в пылких страстях, в чувственных поступках. «Назарий» и «Таня» постоянно переплетались в её письмах. «Я вся соткана из крайностей и противоположностей: всё или ничего — был девиз мой с младенчества».
3 марта 1835 года Фонвизиным было разрешено переехать в Красноярск. Выехали из Енисейска не ранее декабря 1835 года. Разрешено переехать в Тобольск 30 октября 1837 года, прибыли в Тобольск 6 августа 1838 года. В семье Фонвизиных воспитывались дети жителей Тобольска (Мария Францева, Николай Знаменский и другие).
В 1850 году в Тобольске добилась свидания в тюрьме с Фёдором Михайловичем Достоевским, Михаилом Васильевичем Петрашевским и другими петрашевцами. От Петрашевского узнала, что её сын Дмитрий также принадлежал к кружку петрашевцев. Оказывала петрашевцам помощь.
В возрасте 45 лет отказалась от внешнего благочестия, увлеклась танцами и стала «притчей во языцах, благодаря своему поведению, несогласному с жизнью в духе».
13 февраля 1853 года Фонвизину было разрешено вернуться на родину, и жить в имении брата Марьино Бронницкого уезда Московской губернии с учреждением строжайшего полицейского надзора и воспрещением въезда в Москву и Санкт-Петербург.
Выехали из Тобольска 15 апреля 1853 года. Прибыли в Москву 11 мая 1853 года, а уже 12 мая 1853 года отправлены в Марьино. Фонвизин умер 30 апреля 1854 года в Марьине, похоронен в Бронницах у городского собора.
Некоторое время вдова декабриста Михаила Фонвизина Наталья Дмитриевна жила в доме Грушецких, майора Павла Васильевича Грушецкого, в Москве, ул. Мещанской, дом № 14. Грушецкие были в родстве с Фонвизиными, через Ивана Андреевича Фонвизина, отца известного драматурга. Ещё Павел Васильевич был братом Е. В. Грушецкой, матери декабриста Михаила Павловича Бестужева-Рюмина, к тому же он был в близком родстве с братьями-декабристами Муравьёвыми-Апостолами.
В переписке Наталья Дмитриевна признавалась И. Пущину, что «Михаил был ангел, но не подходил к её буйному темпераменту». В возрасте пятидесяти лет она писала ему:
Не хочу я твоей тёплой дружбы, дай мне любви горячей, огненной, юношеской, и Таня не останется у тебя в долгу: она заискрится, засверкает, засветится этим радужным светом.

В 1856 году Наталия Дмитриевна ездила в Тобольск. Вероятно, посещала Ялуторовск, где жил Иван Иванович Пущин. В августе 1856 года по манифесту Александра II И. И. Пущин был амнистирован. В декабре 1856 года Пущин приехал из Сибири в Санкт-Петербург. В мае 1857 года в имении "Высокое" друга И. И. Пущина Эристова состоялся брак Пущина с Наталией Дмитриевной. Однако Пущин не нашёл счастья в этом позднем браке и под венцом «походил на отжившего старика», хотя Наталья Дмитриевна и находила его «молодцом».
3 апреля 1859 года Пущин скончался, был похоронен вместе с Михаилом Александровичем Фонвизиным. После смерти Пущина Наталия Дмитриевна переехала из Марьина в Москву. В последние годы жизни была парализована. Умерла 10 октября 1869 года. Похоронена в Покровском монастыре (могила не сохранилась).
О внешности Натальи Дмитриевны княгиня Мария Николаевна Волконская писала так: «У неё было совершенно русское лицо, белое, свежее, с выпуклыми глазами; она была маленькая, полненькая». А Николай Иванович Лорер находил её «одной из прелестнейших женщин своего времени; особенно хороши были её голубые, светлые глаза»

## Дети
- Дмитрий (26 августа 1824 года[3] — 30 октября 1850 года), студент Петербургского университета, петрашевец, умер от чахотки в Одессе в семье П. Н. Поливанова;
- Михаил (4 февраля 1826 года[4]— 26 ноября 1851 года), отставной подпоручик Преображенского лейб-гвардии полка, умер в Одессе;
- родившиеся и умершие в Петровском заводе — Богдан (1832 год), Иван (1834 год).

## Литературный прототип
Исследователи считают, что Наталья Апухтина-Фонвизина-Пущина послужила одним из прототипов ряда произведений классической русской литературы: в частности, Татьяны Лариной в стихотворном романе Александра Сергеевича Пушкина «Евгений Онегин» (1823-1831), Сонечки Мармеладовой в романе Достоевского "Преступление и наказание" (1866) , Наташи Ростовой в черновом варианте неопубликованного романa Льва Николаевича Толстого «Декабристы», задуманного в 1856 году и написанного в ноябре 1860 — начале 1861 года и переработанного писателем в роман "Война и мир" (1863—1869 гг.). Известно, что Толстой встречался с декабристами, читал их воспоминания, включая «Исповедь» Н. Д. Фонвизиной. И, вероятно, главной героиней романа «Декабристы» Л. Н. Толстой предполагал сделать Наталью Дмитриевну.
Жизнь в литературе началась у Натальи Апухтиной рано: с детских лет ей посвящали свои стихотворения Василий Андреевич Жуковский (<В альбом 8-летней Н. Д. Апухтиной>) (см. выше) и Александр Иванович Одоевский (Зачем ночная тишина..., 1829):
Зачем ночная тишина
Не принесет живительного сна
Тебе, страдалица младая?
Уже давно заснули небеса,
Как усыпительна их сонная краса
И дремлющих полей недвижимость ночная!
Спустился мирный сон, но сон не освежит
Тебя, страдалица младая!
Опять недуг порывом набежит,
И жизнь твоя, как лист пред бурей, задрожит,
Он жилы нежные, как струны, напрягая,
Идёт, бежит, по ним ударит; и в ответ
Ты вся звучишь и страхом, и страданьем,
Он жжёт тебя, мертвит своим дыханьем
И по листу срывает жизни цвет...
О ней писали Сергей Фёдорович Дуров и Николай Алексеевич Некрасов в поэме "Русские Женщины" (1872)

### "Евгений Онегин"
Современники за строками Пушкина:

«А та, с которой образован
Татьяны милый идеал...
О много, много рок отъял!»
видели Наталью Апухтину, жену двух декабристов, Михаила Фонвизина и Ивана Пущина, последовавшую за мужем в Сибирь, проведшую в ссылке 25 лет и потерявшую в разлуке сыновей.
История несостоявшейся свадьбы Наталии Апухтиной в чём-то напоминает сюжет "Евгения Онегина": столичный жених пропадает внезапно, узнав о разорении семьи, и появляется уже после свадьбы Натальи Aпухтиной с Михаилом Фонвизиным, фактическим кредитором семьи, которому Апухтины были должны 60 000 рублей.
Наталья Апухтина вспоминала: «Вот я и замуж согласилась более выйти потому, что папенька был большой суммой должен матери Михаила Александровича и свадьбой долг сам квитался, потому, что я одна дочь была и одна наследница».
Рассказ Натальи Апухтиной об этой встрече сo сбежавшим молодым человеком перекликается со строками романа Пушкина ("Евгений Онегин", XIX):
и бровь её не шевельнулась:
Ей-ей! не то чтоб содрогнулась
Иль стала вдруг бледна, красна...
У ней и бровь не шевельнулась;
Не сжала даже губ она.

### "Преступление и наказание"
Достоевский с петрашевцами познакомились с Натальей Фонвизиной в январе 1850 года в Тобольске, в пересыльной тюрьме. За время пребывания Достоевского на каторге Фонвизина была едва ли не единственным его корреспондентом. "С каким удовольствием я читаю письма ваши, драгоценнейшая Наталья Дмитриевна! Вы превосходно пишете их, или, лучше сказать, письма Ваши идут прямо из Вашего доброго, человеколюбивого сердца легко и без натяжки (Достоевский,  переписка зима 1854). Достоевский называл её ангелом и воплотил её ангельские черты в Сонечке Мармеладовой.

### "Война и мир"
В 1856 году декабристы после амнистии возвращались из Сибири, и Толстой начинает роман, героем которого должен стать вернувшийся из ссылки декабрист. Он встречается с декабристами, читает их мемуары, в том числе и "Исповедь" Фонвизиной. Образ Натальи Фонвизиной очаровал Толстого душевной красотой. Толстой писал декабристу Петру Николаевичу Свистунову: "Тетрадь замечаний Фонвизиной я вчера прочитал невнимательно и хотел уже было её отослать, полагая, что я все понял, но, начав нынче, опять читал её, я был поражен высотой и глубиною этой души. Теперь она уже не интересует меня, как только характеристика известной, очень высоко нравственной личности, но как прелестное выражение духовной жизни замечательной русской женщины".  В набросках к несозданному роману "Декабристы" Толстой планировал назвать главную героиню Натальей.
Роман "Декабристы" так и не был написан. Толстой признавался, что не мог поставить в центре романа старого, больного, хотя и несломленного человека. Следовало начать сначала и рассказать всю историю декабристского движения, которая начиналась на Сенатской площади. Так Толстой подошёл к отечественной войне 1812 года и здесь не мог остановиться на поражении Наполеона и причинам наполеоновских войн. Таков замысел "Войны и мира", другого романа, главная героиня которого по-прежнему зовется Наташа. В романе описывается семейная жизнь Фонвизиных:

"Hаташа не следовала тому золотому правилу, проповедоваемому умными людьми, в особенности французами, и состоящему в том, что девушка, выходя замуж, не должна опускаться, не должна бросать свои таланты, должна ещё более, чем в девушках, заниматься своей внешностью, должна прельщать мужа так же, как она прежде прельщала не мужа. Наташа, напротив, бросила сразу все свои очарованья, из которых у ней было одно необычайно сильное -- пение. <...> Она, то что называют, опустилась. Наташа не заботилась ни о своих манерах, ни о деликатности речей, ни о том, чтобы показываться мужу в самых выгодных позах, ни о своем туалете, ни о том, чтобы не стеснять мужа своей требовательностью. Она делала все противное этим правилам. <...> 
Взбивать локоны, надевать роброны и петь романсы, для того чтобы привлечь к себе своего мужа, показалось бы ей так же странным, как украшать себя для того, чтобы быть самой собою довольной. Украшать же себя для того, чтобы нравиться другим, -- может быть, теперь это и было бы приятно ей, -- она не знала, -- но было совершенно некогда. Главная же причина, по которой она не занималась ни пением, ни туалетом, ни обдумыванием своих слов, состояла в том, что ей было совершенно некогда заниматься этим.
Предмет, в который погрузилась вполне Наташа, -- была семья, то есть муж, которого надо было держать так, чтобы он нераздельно принадлежал ей, дому, -- и дети, которых надо было носить, рожать, кормить, воспитывать.<...>

Наташа не любила общества вообще, но она тем более дорожила обществом родных -- графини Марьи, брата, матери и Сони. Она дорожила обществом тех людей, к которым она, растрепанная, в халате, могла выйти большими шагами из детской с радостным лицом и показать пеленку с желтым вместо зеленого пятна, и выслушать утешения о том, что теперь ребенку гораздо лучше."